# Rhyacophila willametta
Rhyacophila willametta là một loài Trichoptera trong họ Rhyacophilidae. Chúng phân bố ở miền Tân bắc.